# Radosław Czyż
Radosław Czyż (ur. 7 stycznia 1988) – polski lekkoatleta, płotkarz. Obecnie jest trenerem przygotowania motorycznego.

## Osiągnięcia
Zawodnik Wawelu Kraków pierwszy duży sukces odniósł w roku 2007 kiedy to zajął 6. miejsce w finale Mistrzostw Europy Juniorów w Lekkoatletyce w biegu na 400 metrów przez płotki z nowym rekordem życiowym - 51,81 s. Dwa lata później zajął 10 miejsce młodzieżowych mistrzostw Europy (Kowno 2009). W tym samym roku sięgnął po brązowy medal mistrzostw Polski seniorów. W 2010 zdobył złoty medal mistrzostw kraju, poprawiając rekord życiowy (50,80 s.). Srebro wywalczył podczas mistrzostw Polski (Bydgoszcz 2011). Jego rekord życiowy wynosi 50,56 z roku 2011 ustanowiony w Czechach. Karierę zakończył w 2014, jednak w 2018 postanowił powrócić i w wieku 30 lat po 4 latach nieobecności udowodnić na co go stać. W finale wywalczył 5 miejsce(Lublin 2018). Po zakończeniu kariery lekkoatletycznej rywalizował w biegach z przeszkodami 2014-2016. Wygrywając wiele biegów był jednym z najlepszych przeszkodowych sprinterów (biegi na dystansach 3-7 km).

## Rekordy życiowe
- bieg na 200 metrów – 21,90s. (6 sierpnia 2013 Kraków)
- bieg na 110 metrów przez płotki (99 cm) - 14,45 s. (28 czerwca 2007, Biała Podlaska)
- bieg na 400 metrów przez płotki – 50,56 s. (23 lipca 2011, Nové Město na Moravě)[1]

## Lekkoatletyka masters
Podczas odbywających się 13–25 sierpnia 2024 Mistrzostw Świata w Lekkiej Atletyce Masters został mistrzem świata w kategorii M35 w biegu na 400 metrów przez płotki (52,70 s.).